# Göschenen
Göschenen (rm. Caschanutta) – miejscowość i gmina w Szwajcarii, w kantonie Uri. Leży nad rzeką Reuss, kilka kilometrów od jeziora Göscheneralpsee. W pobliżu miejscowości znajduje się tunel kolejowy oraz drogowy Świętego Gotarda.

## Demografia
W Göschenen mieszka 435 osób. W 2021 roku 23% populacji gminy stanowiły osoby urodzone poza Szwajcarią. 

## Transport
Przez teren gminy przebiegają autostrada A2 oraz droga główna nr 2.